# أخاطيات
أخاطيات أو قواقع الأكاتينيد (اللاتينية الجديدة، من اليونانية "العقيق") (الاسم العلمي: Achatinidae)، فصيلة حيوانات قوقعية أرضية أفريقية من الرخويات بطنيات القدم. واعتبارًا من عام 2011، تم التعرف على 176 نوعًا وفرعًا موجودًا في 16 جنسًا.